# Neobisium lethaeum
Espèce
Neobisium lethaeum est une espèce de pseudoscorpions de la famille des Neobisiidae.

## Distribution
Cette espèce se rencontre en Bosnie-Herzégovine et en Croatie.

## Liste des sous-espèces
Selon Pseudoscorpions of the World (version 3.0) :
- Neobisium lethaeum acherusium Beier, 1938
- Neobisium lethaeum lethaeum Beier, 1938
- Neobisium lethaeum parvum Beier, 1938
- Neobisium lethaeum superbum Beier, 1938

## Publication originale
- Beier, 1938 : Vorläufige Mitteilung über neue Höhlenpseudoscorpione der Balkanhalbinsel. Studien aus dem Gebiete der Allgemeinen Karstforschung, der Wissenschaftlichen Höhlenkunde, der Eiszeitforschung und den Nachbargebieten, vol. 3, p. 5-8.